# ایدوز
ایدوز (به انگلیسی: Idose) با فرمول شیمیایی C6H12O6 یک ترکیب شیمیایی با شناسه پاب‌کم 7641 است. که جرم مولی آن ۱۸۰٫۱۶ گرم بر مول می‌باشد. 